# 마이클 호턴 (신학자)
마이클 호턴(영어: Michael Horton, 1964년 5월 11일 ~ )은 미국의 개혁교회(장로교) 신학자이자 목사로, 현재 누가 개혁교회(St. Luke's Reformed Church)의 담임목사로 목회하고 있다. 1998년부터 캘리포니아 웨스트민스터 신학교의 존 그레섬 메이천 석좌교수로 재직중이며, 현대 개혁주의 잡지 (Modern Reformation magazine)의 편집장이기도 하다. <화이트 호스인> 웹사이트를 공동 운영하고 있다.  《미국제 복음주의를 경계하라》(나침반),《미국제 영성에 속지 말라》(규장)등의 책을 씀으로써, 성례전(Sacrament,성사), 신조(Creed)등의 교회전통과 성서연구의 가치를 무시하며, 적극적 사고방식, 긍정의 힘등의 값싸고 실용적인 신학이 지배하는 미국 복음주의 교회들을 논박한다. 구약학자 M. 클라인의 일반은총론을 따르고 있다.

## 문화전쟁
마이클 호턴은 그의 저서, '세상의 포로 된 교회'에서 프란시스 쉐퍼의 주장에 동의하여, 기독교의 문화에 대한 고찰을 하였는 데, 현대의 복음주의가 세속화에 대해 반감이 증폭하면서 문화 전체에 대한 소홀함 내지는 부정적인 반응을 갖게 되었다고 고발하였다. 문화전쟁에 대한 교회의 방법은 교리적인 말씀 선포와 성례집행이 선행되어야 한다고 주장한다.

### 기독교인의 미국인화에 대하여 반대
호턴은 20세기 후반의 미국에서 일어나고 있는 기독교인의 정치참여, 특히 우경화 현상에 대하여 깊은 우려를 표하고 있다.  특히, 미국전체를 기독교국가로 하는 주장(베스 무어, 제리 폴웰)에 대하여 반대하면서, 미국은 언약국가라는 지정학적 위치로 해석하는 것을 강력하게 반대하였다.

## 비판
마이클 호턴은 미국의 우경화 현상에 대하여 주로 비판을 하였는 데, 그런 그가 기독교 좌경화의 주범이라는 비판이다. 그가 사회정의(사회종교라고 비판함) 운동에 가입하였다는 비판은 그가 뉴 칼비니즘 그룹에 가입되어 있으며, 그가 옹호하고 있다는 내용이다. 그는 팀 켈러와 같은 지상 대계명인 영혼 구원의 문제와 십계명의 이웃사랑을 동시에 해야 한다고 주장하며 사회정의에 참여할 것을 권고하였다.

## 저서
- The Agony of Deceit: What Some TV Preachers Are Really Teaching[4] (1990)
- Putting Amazing Back Into Grace (1991)
- Beyond Culture Wars: Is America A Mission Field or Battlefield? (1994)
- Where In The World Is The Church: Understanding Culture & Your Role In It (1995)
- Power Religion: The Selling Out of The Evangelical Church, edited with Charles Colson (1997)
- Made In America: The Shaping of Modern American Evangelicalism (1998)
- We Believe: Recovering the Essentials of the Apostle's Creed (1998)
- Covenant and Eschatology (2002)
- A Better Way: Rediscovering the Drama of God-Centered Worship (2003)
- The Law of Perfect Freedom (2004)
- Lord and Servant: A Covenant Christology (2005)
- Covenant & Salvation: Union with Christ (2007)
- Christless Christianity: The Alternative Gospel of the American Church (2008)
- People and Place: A Covenant Ecclesiology (2008; 2009 Christianity Today Book Award in Theology/Ethics)[5]
- Too Good to be True: Finding Hope in a World of Hype (2009)
- God of Promise: Introducing Covenant Theology (2009) : 고대 근동의 언약의 형태와 여러 가지 성경적 언약과의 관계를 연구.[6]
- The Gospel-Driven Life: Being Good News People in a Bad News World (2009)
- The Christian Faith: A Systematic Theology for Pilgrims on the Way (2011)
- Pilgrim Theology: Core Doctrine for Christian Disciples (2011)
- For Calvinism, with Maurice England (2011)
- The Gospel Commission (2012)
- 《Calvin on the Christian Life: Glorifying and Enjoying God Forever》, Theologians on the Christian Life, 2014.
- 《Justification (2 Vols)》, New Studies in Dogmatics, 2018, ISBN 0310597250.

## 같이 보기
- 캠브리지 선언